# بودنوئية (خبر بافت)
بودنوئیة (بالفارسية: پودنوئیه) هي مستوطنة تقع في إيران في Khabar Rural District.